# Midas

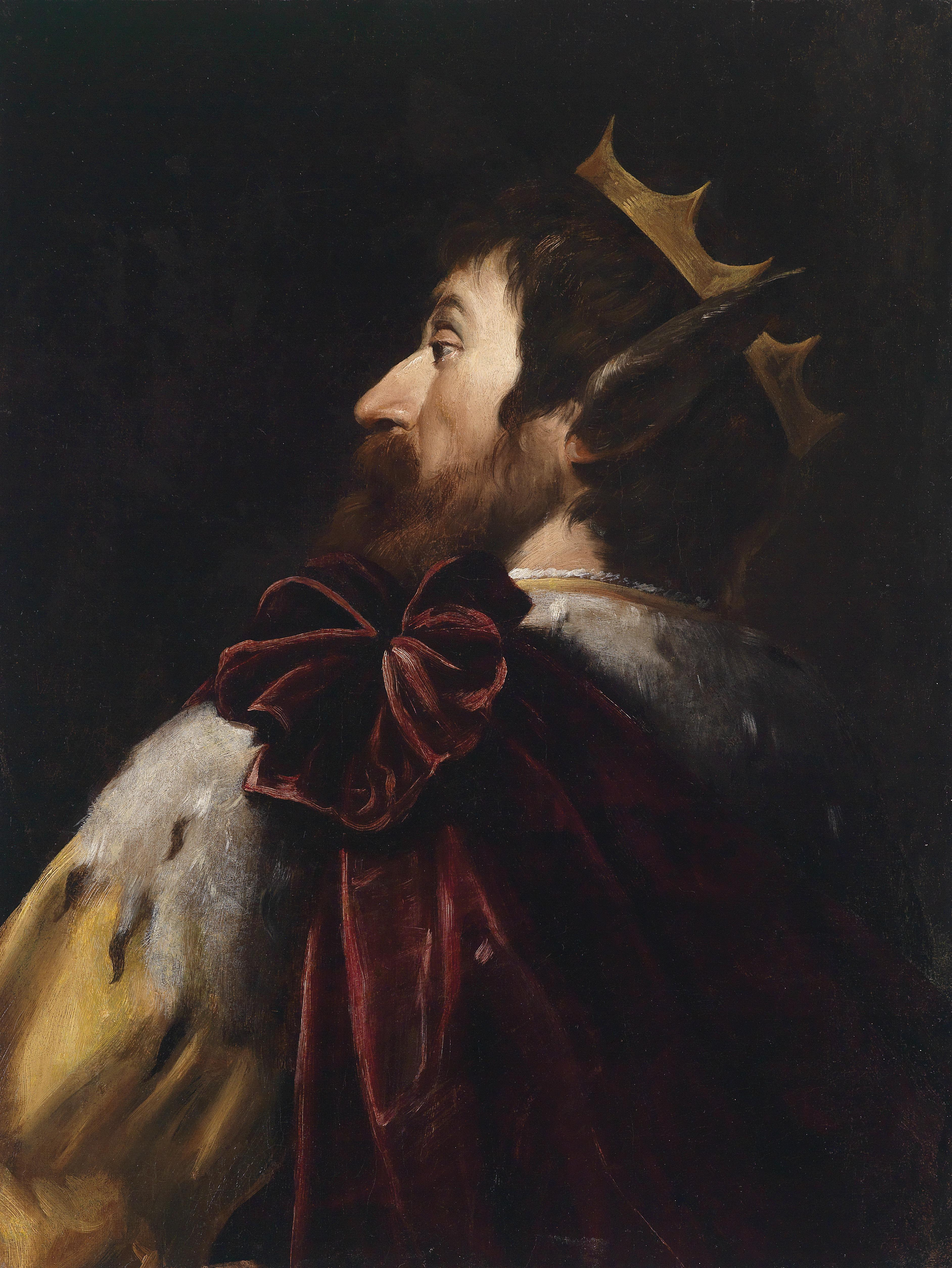
A. Vaccaro: Král Midas (kolem 1670)

Midas je jméno několika panovníků Frýgie (dnes v západním Turecku). Vládli tam v 8. a 7. století př. n. l. Zmiňují se o nich jak řecké, tak asyrské prameny. Hérodotos zmiňuje krále Midu, syna Gordiova, a jeho manželku, řeckou princeznu Damodice. Roku 1957 byl ve starověkém Gordiu, hlavním městě dávné Frýgie, objeven veliký tumulus s mnoha pohřby a velkolepým hrobem panovníka z doby kolem 740 př. n. l., který někteří archeologové přisuzují nejstaršímu z Midasů.

## Pověsti
V řecké mytologii se tradovala řada pověstí spojených se jménem Midas. Zmiňuje se o nich už Aristotelés, obě následující zapsal Ovidius v Proměnách a po něm je zpracovalo mnoho autorů, starověkých, renesančních i moderních.
Nejznámější pověst vypráví, jak se při slavnosti boha Dionýsa starý satyr Seilén opil a ztratil v lese. Vesničané ho našli a přivedli k Midasovi. Midas doprovodil Seiléna k Dionýsovi, jenž byl z pěstounova zmizení už zoufalý. Dojatý Dionýsos se chtěl Midasovi odvděčit. Chtěl mu splnit jakékoliv přání. Král Frygie nabídku pojal jako šanci stát se nejbohatším mužem na světě. Vyslovil přání, aby se vše, čeho se dotkne, metamorfovalo ve zlato. Zlatý valoun, v nějž se proměnilo šťavnaté kuře s křupavou kůrkou, Midasovi vylámal zuby. Také číše s vínem se mu pod rukama změnila ve zlato. Panovník se bál, že hlady a žízní zemře. Král na kolenou prosil Dionýsa, aby kouzlo zrušil. Bůh Midasovi poradil, že proklaté přání odplaví prameny řeky Paktolós. Ta prý od té doby vyplavuje zlatý písek.
Podle jiné pověsti si Midas potom zošklivil bohatství, učil se hudbě u Orfea a stal se ctitelem lesního boha Pana. Ten se jednou odvážil vyzvat boha Apollóna k hudební soutěži, kterou ale prohrál. Mezi posluchači byl i Midas, který jediný s výsledkem nesouhlasil a Apollón mu za trest nechal narůst oslí uši. Podle některých verzí je skrýval bujnými vlasy, takže o tom věděli pouze jeho holiči, kteří toto tajemství nesměli prozradit. Jeden z nich to nemohl vydržet, v polích vykopal jámu a do ní tajemství pošeptal a zasypal. Na místě ale vyrostlo rákosí, které zvěst o oslích uších tiše šeptalo a tak se dostala mezi lidi. Podle jiných verzí Midas holiče dokonce popravoval. Tento akt byl mnohokrát zpracován v české a světové literatuře.

## Ohlasy a souvislosti
Etnologové zjistili, že oslí uši byl ve Střední Asii v době bronzové atribut králů, zachycený na řadě pečetí. Pověst o Midasovi tak možná vysvětlovala tento pro Řeky nesrozumitelný symbol. Motiv soutěže s Apollónem se vyskytuje i v pověsti o Marsyovi a byl mnohokrát literárně i výtvarně zpracován. Téma zlata dovedně uchopil třeba Walt Disney v animované krátkometrážní komedii Zlatý dotek . Téma oslích uší v českém kulturním prostředí zpracoval Karel Havlíček Borovský v básni Král Lávra a později Milan Uhde v satirické hře Král Vávra.